# Colorno
Colorno là một đô thị ở tỉnh Parma ở vùng Emilia-Romagna của Italia, tọa lạc cách khoảng 90 km về phía tây bắc của Bologna và khoảng 15 km về phía bắc của Parma. Đến thời điểm ngày 31 tháng 12 năm 2004, đô thị này có dân số 8.593 và diện tích là 48,7 km².
Colorno tiếp giáp các đô thị sau đây: Casalmaggiore, Gussola, Martignana di Po, Mezzani, Sissa, Torrile.
Ở đây có lâu đài Colorno được xây vào thế kỷ 18.